# Dschungel
Dschungel ist eine Bezeichnung für einen dichten, undurchdringlichen Wald in den Tropen.

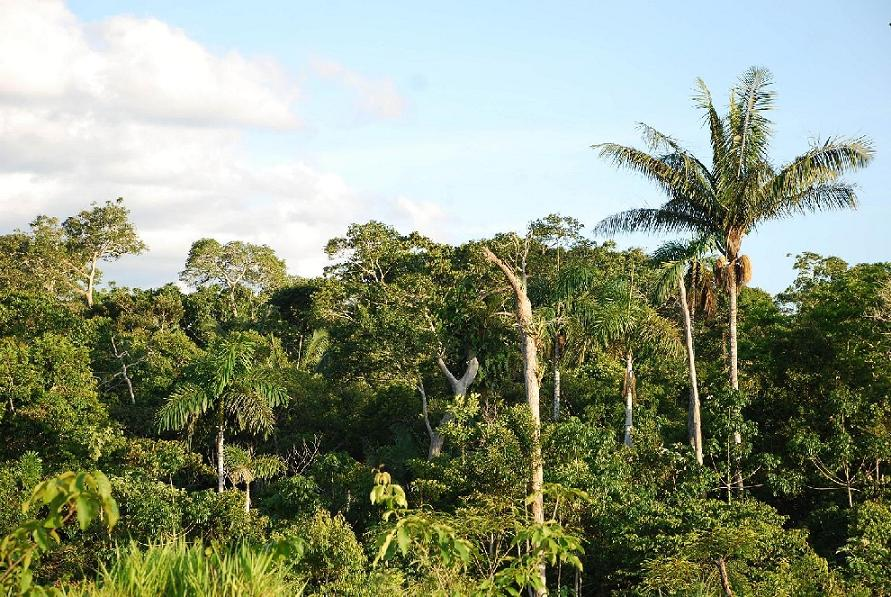
Südamerikanischer Dschungel

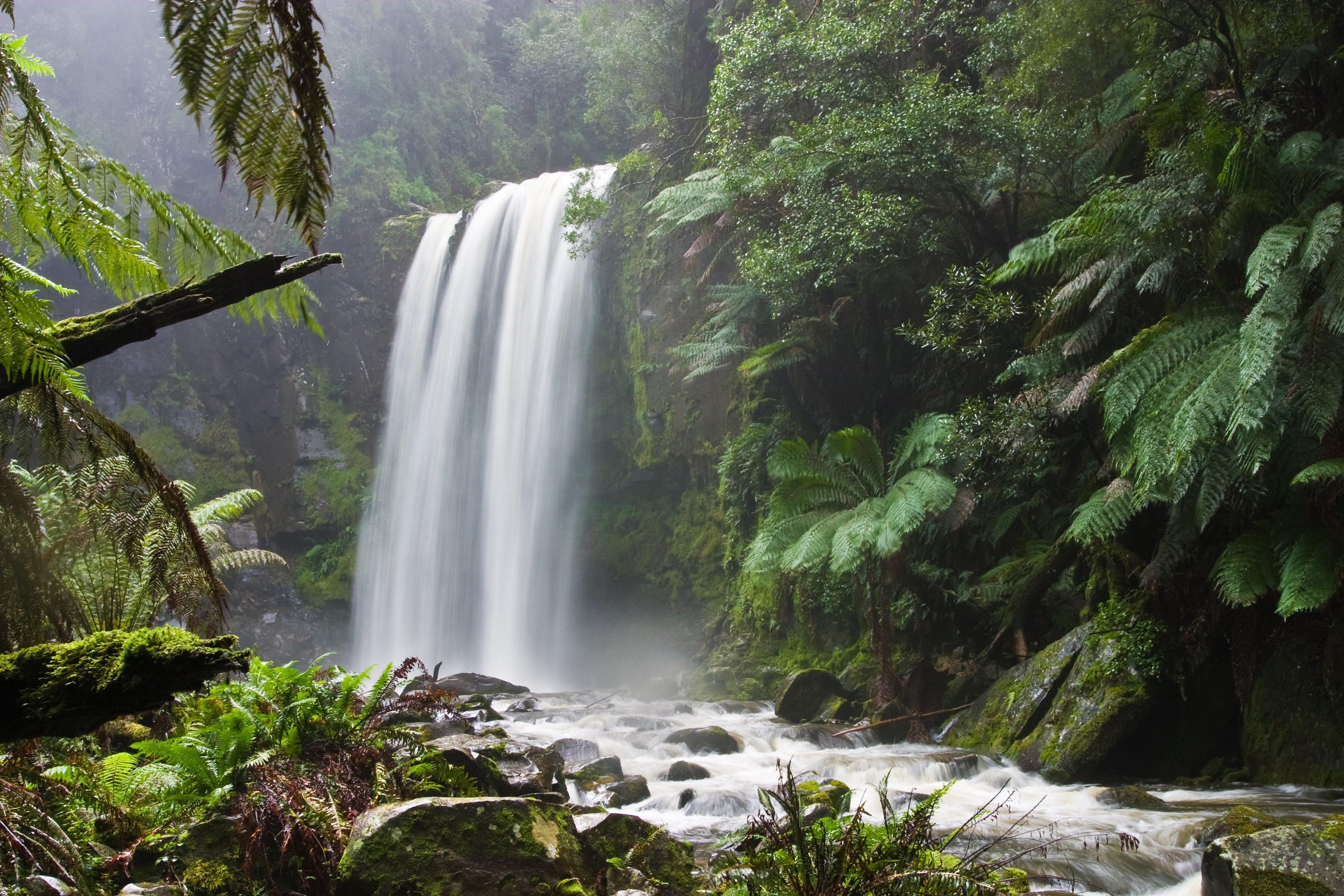
Wasserfall in der Nähe des Great-Otway-Nationalpark, Victoria, Australien

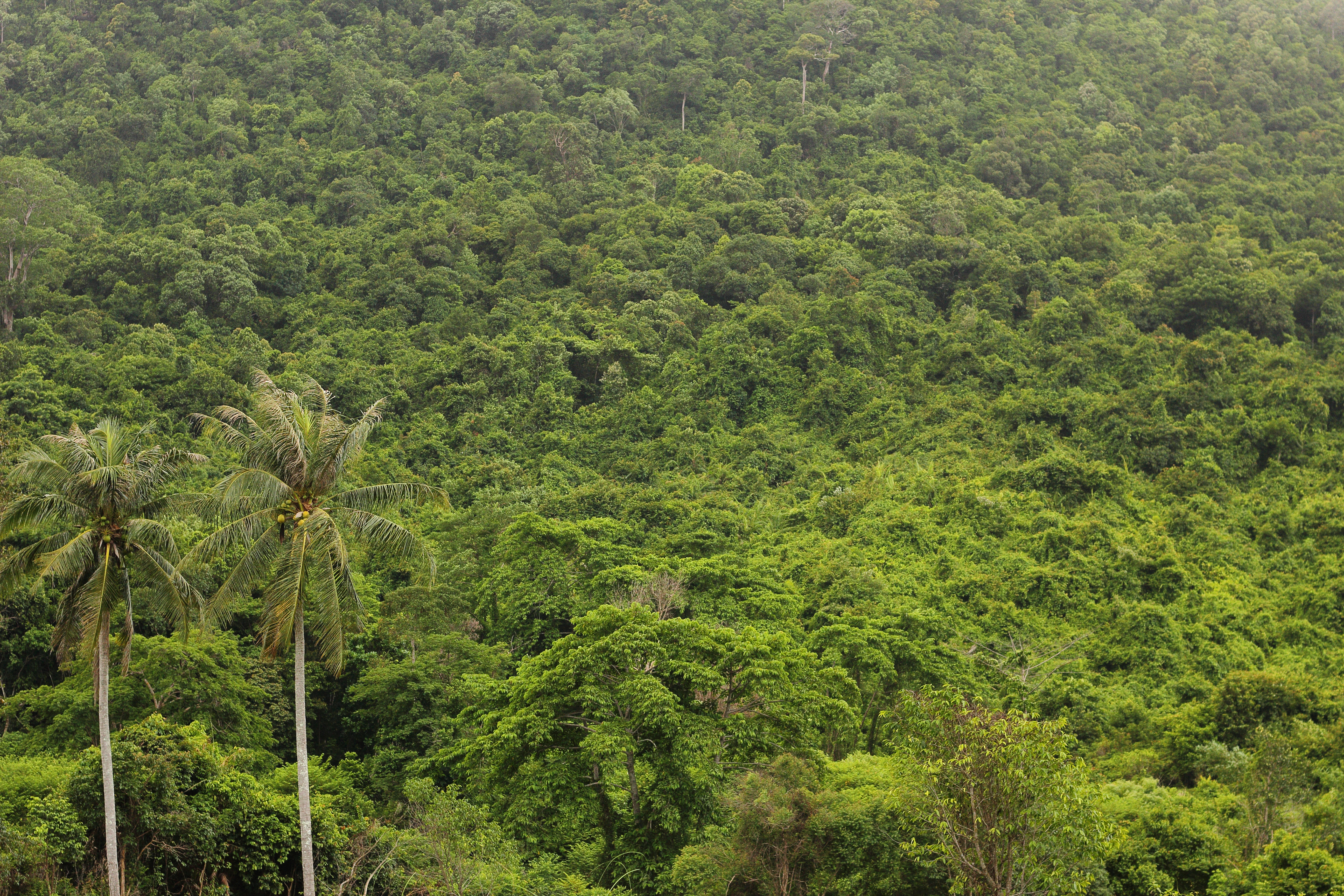
Dschungel in Kambodscha

## Abgrenzung
Im engeren Sinne wird nur der ursprüngliche Urwald süd- und südostasiatischer Länder als Dschungel bezeichnet. In den Wissenschaften (z. B. in der Geographie) wird der Begriff bisweilen für die dichtwachsenden Wälder der nördlichen Monsunzone verwendet. Undurchdringliche Vegetation (siehe Etymologie) findet man ansonsten viel eher in den ursprünglichen Mischwäldern Mitteleuropas mit ihrer ausgeprägten Strauchschicht, kaum jedoch in dem eher lichten tropischen Primärwald. Die Feucht- und Trockenwälder der tropischen Savannenzone, die phasenweise während der Regenzeit extrem dichtes Unterholz aufweisen und während der Trockenzeit ausdürren, werden umgangssprachlich als Busch bezeichnet; ein Begriff, der in Abenteuergeschichten fälschlich auch für tropischen Regenwald und Dschungel verwendet wird.

## Etymologie
Ursprünglich bezeichnet dschangal, englisch transkribiert jangal, auf Persisch جنگل, DMG ǧangal „Wald“ oder „Dickicht“. Dieses persische Wort ist urverwandt mit sanskrit जङ्गल jaṅgala für „Ödland, Wüste; Dickicht“ und dem gleichlautenden Adjektiv jaṅgala für „unbebaut, unfruchtbar oder wenig fruchtbar, wüst, arid, spärlich mit Bäumen bewachsen; wild“. Ob das Hindi-Wort jaṃgal (जंगल) aus dem Sanskrit stammt oder eines der vielen persischen Lehnworte ist, ist daher schwer zu entscheiden. Die in Indien lebenden Briten leiteten daraus das englische Wort jungle ab und bezeichneten damit vorwiegend den subtropischen Monsunwald und die bambusreichen Sumpfgebiete im nördlichen Teil des Indischen Subkontinents und im Gangesdelta.

## Wortgebrauch
Im Deutschen heißt es der oder (selten) das Dschungel. Alte Kipling-Übersetzungen verwenden das Femininum.
Mit der Phrase Gesetz des Dschungels werden, unter Bezugnahme auf das Fressen und Gefressenwerden, Verhältnisse bezeichnet, in denen ein „Recht des Stärkeren“ etwa in der Art des Faustrechts herrscht.
In übertragener Bedeutung wird es für wirres Durcheinander, Undurchdringlichkeit oder Undurchschaubarkeit verwendet („ein Dschungel von Vorschriften und Verordnungen“).

## Rezeption
- Der Dschungel, Roman von Upton Sinclair über schlimme Zustände in der Fleisch-Industrie Chicagos um 1900. Auch hier steht das Wort The jungle als Metapher für Undurchdringliches (nämlich die Verhältnisse für den einfachen Arbeiter), aber auch für den Kampf aller gegen alle (hier des Managements gegen die Belegschaft).
- Tarzan
- Das Dschungelbuch, hier wird seit der Erstübersetzung 1899 in deutschen Ausgaben durchweg die heute ungewohnte feminine Form verwendet.